# Dvorec Lepi Dob
Dvorec Lepi Dob (nemško Schänaÿch) je stal v naselju Jelovec v občini Sevnica. 

## Zgodovina
Dvorec je zgrajen na mestu predhodnega stolpastega dvora Aichelburg, kateri je pogorel v 17.stoletju. Dvorec Lepi Dob je bil požgan in uničen leta 1943.